# Ksenija Mileuskaja
Ksenija Mileuskaja (belarussisch Ксенія Мілеўская, engl. Transkription Ksenia Milevskaya; * 9. August 1990 in Minsk) ist eine ehemalige belarussische Tennisspielerin.

## Karriere
Mileuskaja, die am liebsten auf Sandplätzen spielte, begann im Alter von sieben Jahren mit dem Tennis.
Sie triumphierte 2007 im Finale des Juniorinnendoppels der French Open und im Finale des Juniorinnendoppels der US Open, jeweils mit Urszula Radwańska.
In ihrer Karriere gewann sie sechs Einzel- und zehn Doppeltitel auf dem ITF Women’s Circuit. Auf der WTA Tour sah man sie erstmals im Hauptfeld bei den Nordea Nordic Light Open 2007 im Einzel.
Außerdem spielte sie 2007 für die Belarussische Billie-Jean-King-Cup-Mannschaft, für die sie vier ihrer fünf Partien gewann.

## Turniersiege

### Einzel
| Nr. | Datum      | Turnier                   | Kategorie   | Belag     | Finalgegnerin      | Ergebnis       |
| --- | ---------- | ------------------------- | ----------- | --------- | ------------------ | -------------- |
| 1.  | Mai 2007   | Falkenberg                | ITF $10.000 | Sand      | Anne Schäfer       | 6:4, 6:4       |
| 2.  | Mai 2008   | Antalya                   | ITF $25.000 | Sand      | Michelle Gerards   | 6:2, 6:2       |
| 3.  | Juli 2008  | Zwevegem                  | ITF $25.000 | Sand      | Arantxa Rus        | 6:4, 3:6, 7:65 |
| 4.  | April 2012 | Les Franqueses del Vallès | ITF $10.000 | Hartplatz | Nastassja Jakimawa | 7:5, 6:75, 6:4 |
| 5.  | April 2012 | Vic                       | ITF $10.000 | Sand      | Nastassja Jakimawa | 6:4, 6:2       |
| 6.  | Juni 2012  | Qarshi                    | ITF $10.000 | Hartplatz | Nadija Kitschenok  | 6:4, 7:5       |

### Doppel
| Nr. | Datum        | Turnier         | Kategorie   | Belag             | Partnerin             | Finalgegnerinnen                        | Ergebnis  |
| --- | ------------ | --------------- | ----------- | ----------------- | --------------------- | --------------------------------------- | --------- |
| 1.  | Juni 2007    | Marseille       | ITF $50.000 | Sand              | Roxane Vaisemberg     | Salome Llaguno Nadege Vergos            | 6:2, 6:1  |
| 2.  | März 2008    | Rom             | ITF $10.000 | Sand              | Ioana Ivan            | Stefania Chieppa Valentina Sulpizio     | 6:3, 7:65 |
| 3.  | März 2008    | Rom             | ITF $10.000 | Sand              | Magdalena Kiszczyńska | Giulia Gatto-Monticone Federica Quercia | 6:0, 6:4  |
| 4.  | Mai 2008     | Antalya         | ITF $25.000 | Sand              | Melanie Klaffner      | Oksana Kalaschnikowa Pemra Özgen        | 6:2, 7:5  |
| 5.  | April 2009   | Chanty-Mansijsk | ITF $50.000 | Teppich (Halle)   | Lessja Zurenko        | Oksana Kalaschnikowa Walerija Sawinych  | 6:2, 6:3  |
| 6.  | Mai 2009     | Charkiw         | ITF $25.000 | Sand              | Lessja Zurenko        | Ljudmyla Kitschenok Nadija Kitschenok   | 6:4, 6:4  |
| 7.  | Juli 2009    | Toruń           | ITF $25.000 | Sand              | Julija Bejhelsymer    | Karolina Kosińska Aleksandra Rosolska   | 6:1, 6:4  |
| 8.  | Februar 2010 | Stockholm       | ITF $25.000 | Hartplatz (Halle) | Lessja Zurenko        | Nikola Hofmanova Yvonne Meusburger      | 6:4, 7:5  |
| 9.  | Mai 2010     | Charkiw         | ITF $25.000 | Sand              | Katerina Avdiyenko    | Ljudmyla Kitschenok Nadija Kitschenok   | 6:4, 6:2  |
| 10. | Februar 2012 | Antalya         | ITF $10.000 | Sand              | Julija Bejhelsymer    | Lee Hua-chen Lee Pei-chi                | 6:3, 7:64 |